# Pablo Piñones-Arce
Pablo Piñones-Arce (* 27. August 1981 in Tumba, Stockholms län) ist ein ehemaliger schwedischer Fußballspieler mit chilenischen Wurzeln. Der Offensivspieler, der sieben Spiele für die schwedische U-21-Auswahl bestritt, spielte im Laufe seiner bisherigen Karriere in Schweden, Italien und Dänemark. Mittlerweile ist er als Trainer tätig.

## Werdegang

### Spielerkarriere
Piñones-Arce begann mit dem Fußballspielen bei IFK Tumba in seinem Heimatort. Über die Jugend von IK Sirius kam er in die Nachwuchsabteilung des Stockholmer Klubs IF Brommapojkarna. 1999 rückte er in den Kader der zweitklassig antretenden Männermannschaft auf, verpasste mit ihr jedoch die Qualifikation für die ab der folgenden Spielzeit neu geschaffenen Superettan. Sein Talent war jedoch außerhalb Schwedens aufgefallen und so wechselte er zum SSC Venedig. Für den italienischen Klub lief er hauptsächlich in der Jugend- und der Reservemannschaft auf und kam in der Serie A nicht zum Einsatz.
Piñones-Arce kehrte 2002 nach Schweden zurück und wechselte zu Hammarby IF. Beim in der Allsvenskan spielenden Klub kam er zunächst als Einwechselspieler zum Einsatz, konnte sich aber im Verlaufe der Spielzeit 2002 einen Stammplatz erkämpfen. Zu Beginn des folgenden Jahres berief ihn U-21-Auswahltrainer Tommy Söderberg in die Juniorennationalmannschaft und ließ ihn bei der 2:5-Niederlage gegen die ungarische U-21-Auswahl, bei der er beide schwedische Tore vorbereitete, im Nationaljersey debütierten. Ab 2004 war er aufgrund seiner Verletzungsanfälligkeit und starker Konkurrenz wie Paulinho Guará oder Björn Runström im Klub nicht mehr unumstritten und – auch wenn er in den einzelnen Spielzeiten noch in jeweils mehr als die Hälfte der Spiele bestritt – stand nur noch unregelmäßig der Startformation. Nachdem die Vereinsverantwortlichen sich nicht um Vertragsverhandlungen bemühten, entschied sich Piñones-Arce im Oktober 2006 kurz vor Vertragsende zum Vereinswechsel. Als er in den folgenden Spielen jedoch durch gute Leistungen auffiel und als regelmäßiger Torschütze glänzte, meldete der Klub im November Interesse an einer Vertragsverlängerung.
Piñones-Arce entschied sich gegen einen Verbleib in der Allsvenskan und folgte seinem Landsmann Klebér Saarenpää zu Vejle BK in die dänische Superliga, wo er einen Drei-Jahres-Kontrakt unterschrieb. Am Ende seiner ersten Halbserie mit dem Klub stand jedoch der Abstieg in die 1. Division. In der zweiten Liga gehört er zusammen mit Adeshina Lawal und Henrik Toft zu den torgefährlichsten Spielern des Vereins und verhalf mit 17 Saisontoren zum direkten Wiederaufstieg.
Nach einem Krach bei seinem dänischen Klub wollte Piñones-Arce den Klub im Januar 2009 verlassen. Im März kehrte er nach Schweden zu seiner ersten Station im Erwachsenenfußball zurück. IF Brommapojkarna lieh den Spieler bis zum Sommer 2009 aus. Verletzungsbedingt kam er für den Stockholmer Klub bis Ende der Leihfrist zur Sommerpause nicht zum Einsatz. Anschließend blieb er dennoch beim schwedischen Klub und unterschrieb einen Drei-Jahres-Kontrakt. Als Stammspieler bis zum Saisonende trug er mit einem Tor und sieben Torvorlagen zum Klassenerhalt des Klubs als Tabellenzwölfter bei, in der folgenden Spielzeit nur noch Ergänzungsspieler stieg er mit dem Klub jedoch in die Zweitklassigkeit ab.
In der Superettan avancierte Piñones-Arce zum regelmäßigen Torschützen, in der Zweitliga-Spielzeit 2011 platzierte er sich mit 14 Saisontoren an vierter Stelle der Torschützenliste. In der Spielzeit 2012 krönte er sich mit 18 Toren vor Robin Simovic von Ängelholms FF, Gudjón Baldvinsson von Halmstads BK und Freddy Söderberg von Östers IF zum Torschützenkönig, damit war er einer der Garanten, dass die von Roberth Björknesjö trainierte Mannschaft um Pontus Segerström, Nabil Bahoui, Ludwig Augustinsson und Tim Björkström als Tabellenzweiter direkt in die Allsvenskan aufstieg. Dennoch verlängerte der Klub den auslaufenden Vertrag nicht.
Mitte Januar 2013 schloss sich Piñones-Arce dem Mitaufsteiger Östers IF an. Nach einer Spielzeit kehrte er zu Hammarby IF zurück, wo er einen Zwei-Jahres-Kontrakt unterzeichnete. In der Zweitliga-Spielzeit 2014 gehörte er zu den Leistungsträger und trug mit zehn Saisontoren zur Allsvenskan-Rückkehr des Stockholmer Klubs bei. In der höchsten schwedischen Spielklasse rückte er zunehmend ins zweite Glied, so dass der auslaufende Vertrag nicht verlängert wurde. Daraufhin kehrte er zum Jahreswechsel 2015/16 zum mittlerweile in der drittklassigen Division 1 antretenden IF Brommapojkarna zurück. Noch kurz vor Saisonbeginn erklärte er Ende März 2016 aufgrund seiner mangelnden Fitness sein Karriereende.

### Nach dem aktiven Sport
Im April 2016 schloss sich Piñones-Arce als Spielermanager dem Staff des Hammarby IF an. Nach dem Rücktritt von Carlos Banda rückte er im Laufe des Jahres als Assistenztrainer in den Trainerstab von Nanne Bergstrand auf, nach dessen Abgang zum Jahresende blieb er unter den Nachfolgern Jakob Michelsen und Stefan Billborn im Amt.
Im Sommer 2019 trat Piñones-Arce seinen ersten Cheftrainerposten an, als er den im Abstiegskampf der Superettan befindlichen Kooperationsverein von Hammarby IF, den Zweitligisten IK Frej gemeinsam mit Janne Mian als Ko-Trainer übernahm. Am Ende der Spielzeit 2019 verpasste er mit der Mannschaft in den Relegationsspielen gegen Umeå FC aufgrund der Auswärtstorregel den Klassenerhalt und kehrte anschließend zu Hammarby IF zurück. Dort übernahm er die in der Damallsvenskan antretende Frauenmannschaft. 2023 führte er diese zum größten Erfolg, als zunächst im Landespokal der Titelgewinn und am Ende der Spielzeit 2023 durch den zweiten Gewinn der Meisterschaft nach 1985 das Double gelang. Kurz nach Jahresbeginn 2024 trat er jedoch von seinem Amt zurück, kurze Zeit später beerbte ihn Martin Sjögren.
Im Frühjahr 2024 übernahm Piñones-Arce bei Houston Dash das Amt des Technischen Direktors. Das in der National Women’s Soccer League antretende Franchise trennte sich jedoch nach nur fünf Siegen und dem letzten Tabellenplatz am Ende der Spielzeit 2024 von der sportlichen Führung, Piñones-Arce und Trainer Ricky Clarke mussten gehen.